# 2016-os Formula–1 kanadai nagydíj
A kanadai nagydíj volt a 2016-os Formula–1 világbajnokság hetedik futama, amelyet 2016. június 10. és június 12. között rendeztek meg a montréali Circuit Gilles Villeneuve-ön.

## Szabadedzések

### Első szabadedzés
A kanadai nagydíj első szabadedzését június 10-én, pénteken délelőtt tartották.
| helyezés | versenyző         | csapat/motor         | elért idő | különbség | futott kör |
| -------- | ----------------- | -------------------- | --------- | --------- | ---------- |
| 1        | Lewis Hamilton    | Mercedes             | 1:14,755  | −         | 22         |
| 2        | Nico Rosberg      | Mercedes             | 1:15,086  | +0,331    | 30         |
| 3        | Sebastian Vettel  | Ferrari              | 1:15,243  | +0,488    | 22         |
| 4        | Max Verstappen    | Red Bull-TAG Heuer   | 1:15,553  | +0,798    | 29         |
| 5        | Kimi Räikkönen    | Ferrari              | 1:15,618  | +0,863    | 23         |
| 6        | Valtteri Bottas   | Williams-Mercedes    | 1:16,301  | +1,546    | 30         |
| 7        | Nico Hülkenberg   | Force India-Mercedes | 1:16,464  | +1,709    | 24         |
| 8        | Carlos Sainz Jr.  | Toro Rosso-Ferrari   | 1:16,543  | +1,788    | 21         |
| 9        | Sergio Pérez      | Force India-Mercedes | 1:16,577  | +1,822    | 25         |
| 10       | Fernando Alonso   | McLaren-Honda        | 1:16,663  | +1,908    | 18         |
| 11       | Daniel Ricciardo  | Red Bull-TAG Heuer   | 1:16,734  | +1,979    | 28         |
| 12       | Jenson Button     | McLaren-Honda        | 1:16,788  | +2,033    | 8          |
| 13       | Romain Grosjean   | Haas-Ferrari         | 1:17,008  | +2,253    | 22         |
| 14       | Felipe Massa      | Williams-Mercedes    | 1:17,065  | +2,310    | 7          |
| 15       | Danyiil Kvjat     | Toro Rosso-Ferrari   | 1:17,310  | +2,555    | 24         |
| 16       | Esteban Gutiérrez | Haas-Ferrari         | 1:17,319  | +2,564    | 24         |
| 17       | Felipe Nasr       | Sauber-Ferrari       | 1:17,855  | +3,100    | 21         |
| 18       | Rio Haryanto      | Manor-Mercedes       | 1:18,103  | +3,348    | 21         |
| 19       | Marcus Ericsson   | Sauber-Ferrari       | 1:18,129  | +3,374    | 8          |
| 20       | Kevin Magnussen   | Renault              | 1:18,409  | +3,654    | 13         |
| 21       | Pascal Wehrlein   | Manor-Mercedes       | 1:18,453  | +3,698    | 30         |
| 22       | Jolyon Palmer     | Renault              | 1:18,583  | +3,828    | 28         |

### Második szabadedzés
A kanadai nagydíj második szabadedzését június 10-én, pénteken délután tartották.
| helyezés | versenyző         | csapat/motor         | elért idő | különbség | futott kör |
| -------- | ----------------- | -------------------- | --------- | --------- | ---------- |
| 1        | Lewis Hamilton    | Mercedes             | 1:14,212  | −         | 43         |
| 2        | Sebastian Vettel  | Ferrari              | 1:14,469  | +0,257    | 45         |
| 3        | Nico Rosberg      | Mercedes             | 1:14,738  | +0,526    | 46         |
| 4        | Max Verstappen    | Red Bull-TAG Heuer   | 1:15,156  | +0,944    | 29         |
| 5        | Daniel Ricciardo  | Red Bull-TAG Heuer   | 1:15,168  | +0,956    | 43         |
| 6        | Valtteri Bottas   | Williams-Mercedes    | 1:15,213  | +1,001    | 46         |
| 7        | Jenson Button     | McLaren-Honda        | 1:15,213  | +1,001    | 35         |
| 8        | Kimi Räikkönen    | Ferrari              | 1:15,234  | +1,022    | 43         |
| 9        | Nico Hülkenberg   | Force India-Mercedes | 1:15,321  | +1,109    | 50         |
| 10       | Carlos Sainz Jr.  | Toro Rosso-Ferrari   | 1:15,410  | +1,198    | 42         |
| 11       | Fernando Alonso   | McLaren-Honda        | 1:15,450  | +1,238    | 40         |
| 12       | Sergio Pérez      | Force India-Mercedes | 1:15,493  | +1,281    | 47         |
| 13       | Felipe Massa      | Williams-Mercedes    | 1:15,513  | +1,301    | 44         |
| 14       | Danyiil Kvjat     | Toro Rosso-Ferrari   | 1:15,559  | +1,347    | 42         |
| 15       | Romain Grosjean   | Haas-Ferrari         | 1:16,093  | +1,881    | 35         |
| 16       | Kevin Magnussen   | Renault              | 1:16,255  | +2,043    | 39         |
| 17       | Felipe Nasr       | Sauber-Ferrari       | 1:16,582  | +2,370    | 40         |
| 18       | Esteban Gutiérrez | Haas-Ferrari         | 1:16,591  | +2,379    | 32         |
| 19       | Marcus Ericsson   | Sauber-Ferrari       | 1:16,902  | +2,690    | 51         |
| 20       | Jolyon Palmer     | Renault              | 1:17,001  | +2,789    | 48         |
| 21       | Pascal Wehrlein   | Manor-Mercedes       | 1:17,023  | +2,811    | 32         |
| 22       | Rio Haryanto      | Manor-Mercedes       | 1:17,423  | +3,211    | 49         |

### Harmadik szabadedzés
A kanadai nagydíj harmadik szabadedzését június 11-én, szombaton délelőtt tartották.
| helyezés | versenyző         | csapat/motor         | elért idő | különbség | futott kör |
| -------- | ----------------- | -------------------- | --------- | --------- | ---------- |
| 1        | Sebastian Vettel  | Ferrari              | 1:13,919  | −         | 21         |
| 2        | Max Verstappen    | Red Bull-TAG Heuer   | 1:14,158  | +0,239    | 19         |
| 3        | Nico Rosberg      | Mercedes             | 1:14,316  | +0,397    | 22         |
| 4        | Kimi Räikkönen    | Ferrari              | 1:14,332  | +0,413    | 21         |
| 5        | Lewis Hamilton    | Mercedes             | 1:14,334  | +0,415    | 19         |
| 6        | Daniel Ricciardo  | Red Bull-TAG Heuer   | 1:14,487  | +0,568    | 22         |
| 7        | Carlos Sainz Jr.  | Toro Rosso-Ferrari   | 1:14,655  | +0,736    | 21         |
| 8        | Fernando Alonso   | McLaren-Honda        | 1:14,801  | +0,882    | 19         |
| 9        | Sergio Pérez      | Force India-Mercedes | 1:14,886  | +0,967    | 21         |
| 10       | Felipe Massa      | Williams-Mercedes    | 1:14,890  | +0,971    | 18         |
| 11       | Nico Hülkenberg   | Force India-Mercedes | 1:14,918  | +0,999    | 20         |
| 12       | Valtteri Bottas   | Williams-Mercedes    | 1:14,985  | +1,066    | 20         |
| 13       | Jenson Button     | McLaren-Honda        | 1:15,023  | +1,104    | 17         |
| 14       | Danyiil Kvjat     | Toro Rosso-Ferrari   | 1:15,199  | +1,280    | 20         |
| 15       | Esteban Gutiérrez | Haas-Ferrari         | 1:15,444  | +1,525    | 16         |
| 16       | Jolyon Palmer     | Renault              | 1:15,656  | +1,737    | 19         |
| 17       | Romain Grosjean   | Haas-Ferrari         | 1:15,704  | +1,785    | 14         |
| 18       | Marcus Ericsson   | Sauber-Ferrari       | 1:16,078  | +2,159    | 24         |
| 19       | Kevin Magnussen   | Renault              | 1:16,085  | +2,166    | 17         |
| 20       | Felipe Nasr       | Sauber-Ferrari       | 1:16,326  | +2,407    | 24         |
| 21       | Pascal Wehrlein   | Manor-Mercedes       | 1:16,622  | +2,703    | 18         |
| 22       | Rio Haryanto      | Manor-Mercedes       | 1:16,901  | +2,982    | 15         |

## Időmérő edzés
A kanadai nagydíj időmérő edzését június 11-én, szombaton futották.
| helyezés              | rajtszám | versenyző         | csapat/motor         | 1. rész    | 2. rész  | 3. rész  | rajthely | futott kör |
| --------------------- | -------- | ----------------- | -------------------- | ---------- | -------- | -------- | -------- | ---------- |
| 1                     | 44       | Lewis Hamilton    | Mercedes             | 1:14,121   | 1:13,076 | 1:12,812 | 1        | 21         |
| 2                     | 6        | Nico Rosberg      | Mercedes             | 1:13,714   | 1:13,094 | 1:12,874 | 2        | 19         |
| 3                     | 5        | Sebastian Vettel  | Ferrari              | 1:13,925   | 1:13,857 | 1:12,990 | 3        | 24         |
| 4                     | 3        | Daniel Ricciardo  | Red Bull-TAG Heuer   | 1:14,030   | 1:13,540 | 1:13,166 | 4        | 20         |
| 5                     | 33       | Max Verstappen    | Red Bull-TAG Heuer   | 1:14,601   | 1:13,793 | 1:13,414 | 5        | 24         |
| 6                     | 7        | Kimi Räikkönen    | Ferrari              | 1:14,477   | 1:13,849 | 1:13,579 | 6        | 23         |
| 7                     | 77       | Valtteri Bottas   | Williams-Mercedes    | 1:14,389   | 1:13,791 | 1:13,670 | 7        | 20         |
| 8                     | 19       | Felipe Massa      | Williams-Mercedes    | 1:14,815   | 1:13,864 | 1:13,769 | 8        | 21         |
| 9                     | 27       | Nico Hülkenberg   | Force India-Mercedes | 1:14,663   | 1:14,166 | 1:13,952 | 9        | 23         |
| 10                    | 14       | Fernando Alonso   | McLaren-Honda        | 1:15,026   | 1:14,260 | 1:14,338 | 10       | 24         |
| 11                    | 11       | Sergio Pérez      | Force India-Mercedes | 1:14,814   | 1:14,317 |          | 11       | 18         |
| 12                    | 22       | Jenson Button     | McLaren-Honda        | 1:14,755   | 1:14,437 |          | 12       | 16         |
| 13                    | 26       | Danyiil Kvjat     | Toro Rosso-Ferrari   | 1:14,829   | 1:14,457 |          | 15[1]    | 16         |
| 14                    | 21       | Esteban Gutiérrez | Haas-Ferrari         | 1:15,148   | 1:14,571 |          | 13       | 25         |
| 15                    | 8        | Romain Grosjean   | Haas-Ferrari         | 1:15,444   | 1:14,803 |          | 14       | 24         |
| 16                    | 55       | Carlos Sainz Jr.  | Toro Rosso-Ferrari   | 1:14,714   | 1:21,956 |          | 20[2]    | 11         |
| 17                    | 30       | Jolyon Palmer     | Renault              | 1:15,459   |          |          | 16       | 11         |
| 18                    | 94       | Pascal Wehrlein   | Manor-Mercedes       | 1:15,599   |          |          | 17       | 9          |
| 19                    | 9        | Marcus Ericsson   | Sauber-Ferrari       | 1:15,635   |          |          | 21[1]    | 11         |
| 20                    | 12       | Felipe Nasr       | Sauber-Ferrari       | 1:16,663   |          |          | 18       | 9          |
| 21                    | 88       | Rio Haryanto      | Manor-Mercedes       | 1:17,052   |          |          | 19       | 9          |
| 107%-os idő: 1:18,873 |          |                   |                      |            |          |          |          |            |
| NK[3]                 | 20       | Kevin Magnussen   | Renault              | idő nélkül |          |          | 22       | 0          |

Megjegyzés:
- ↑ 1:  — Danyiil Kvjat és Marcus Ericsson az előző nagydíjról 3-3 rajthelyes büntetést hoztak magukkal, Kvjat a Magnussennel, Ericsson pedig a Nasr-rel történt ütközéséért.[2]
- ↑ 2:  — Carlos Sainz Jr. a Q2-ben gyorskörén balesetet szenvedett, ezért autójában sebességváltót kellett cserélni, így 5 rajthelyes büntetést kapott.[3]
- ↑ 3:  — Kevin Magnussen a harmadik szabadedzésen balesetet szenvedett, így nem tudott részt venni az időmérő edzésen, de megkapta a rajtengedélyt.[4]

## Futam
A kanadai nagydíj futama június 12-én, vasárnap rajtolt.
| helyezés | rajtszám | versenyző         | csapat/motor         | futott kör | idő/kiesés oka | rajthely | pont |
| -------- | -------- | ----------------- | -------------------- | ---------- | -------------- | -------- | ---- |
| 1        | 44       | Lewis Hamilton    | Mercedes             | 70         | 1:31:05,296    | 1        | 25   |
| 2        | 5        | Sebastian Vettel  | Ferrari              | 70         | +5,011         | 3        | 18   |
| 3        | 77       | Valtteri Bottas   | Williams-Mercedes    | 70         | +46,422        | 7        | 15   |
| 4        | 33       | Max Verstappen    | Red Bull-TAG Heuer   | 70         | +53,020        | 5        | 12   |
| 5        | 6        | Nico Rosberg      | Mercedes             | 70         | +1:02,093      | 2        | 10   |
| 6        | 7        | Kimi Räikkönen    | Ferrari              | 70         | +1:03,017      | 6        | 8    |
| 7        | 3        | Daniel Ricciardo  | Red Bull-TAG Heuer   | 70         | +1:03,634      | 4        | 6    |
| 8        | 27       | Nico Hülkenberg   | Force India-Mercedes | 69         | +1 kör         | 9        | 4    |
| 9        | 55       | Carlos Sainz Jr.  | Toro Rosso-Ferrari   | 69         | +1 kör         | 20       | 2    |
| 10       | 11       | Sergio Pérez      | Force India-Mercedes | 69         | +1 kör         | 11       | 1    |
| 11       | 14       | Fernando Alonso   | McLaren-Honda        | 69         | +1 kör         | 10       |      |
| 12       | 26       | Danyiil Kvjat     | Toro Rosso-Ferrari   | 69         | +1 kör         | 15       |      |
| 13       | 21       | Esteban Gutiérrez | Haas-Ferrari         | 68         | +2 kör         | 13       |      |
| 14       | 8        | Romain Grosjean   | Haas-Ferrari         | 68         | +2 kör         | 14       |      |
| 15       | 9        | Marcus Ericsson   | Sauber-Ferrari       | 68         | +2 kör         | 21       |      |
| 16       | 20       | Kevin Magnussen   | Renault              | 68         | +2 kör         | 22       |      |
| 17       | 94       | Pascal Wehrlein   | Manor-Mercedes       | 68         | +2 kör         | 17       |      |
| 18       | 12       | Felipe Nasr       | Sauber-Ferrari       | 68         | +2 kör         | 18       |      |
| 19       | 88       | Rio Haryanto      | Manor-Mercedes       | 68         | +2 kör         | 19       |      |
| ki       | 19       | Felipe Massa      | Williams-Mercedes    | 35         | túlmelegedés   | 8        |      |
| ki       | 30       | Jolyon Palmer     | Renault              | 16         | vízszivárgás   | 16       |      |
| ki       | 22       | Jenson Button     | McLaren-Honda        | 9          | erőforrás      | 12       |      |

## A világbajnokság állása a verseny után
| H   | Versenyzők       | Pont | H   | Konstruktőrök        | Pont |
| --- | ---------------- | ---- | --- | -------------------- | ---- |
| 1.  | Nico Rosberg     | 116  | 1.  | Mercedes             | 223  |
| 2.  | Lewis Hamilton   | 107  | 2.  | Ferrari              | 147  |
| 3.  | Sebastian Vettel | 78   | 3.  | Red Bull-TAG Heuer   | 130  |
| 4.  | Daniel Ricciardo | 72   | 4.  | Williams-Mercedes    | 81   |
| 5.  | Kimi Räikkönen   | 69   | 5.  | Force India-Mercedes | 42   |
| 6.  | Max Verstappen   | 50   | 6.  | Toro Rosso-Ferrari   | 32   |
| 7.  | Valtteri Bottas  | 44   | 7.  | McLaren-Honda        | 24   |
| 8.  | Felipe Massa     | 37   | 8.  | Haas-Ferrari         | 22   |
| 9.  | Sergio Pérez     | 24   | 9.  | Renault              | 6    |
| 10. | Danyiil Kvjat    | 22   | 10. | Sauber-Ferrari       | 0    |

(A teljes táblázat)

## Statisztikák
- Vezető helyen:
  - Sebastian Vettel: 23 kör (1-10) és (24-36)
  - Lewis Hamilton: 47 kör (11-23) és (37-70)
- Lewis Hamilton 53. pole-pozíciója és 45. győzelme.
- Nico Rosberg 17. leggyorsabb köre.
- A Mercedes 51. győzelme.
- Lewis Hamilton 92., Sebastian Vettel 83., Valtteri Bottas 9. dobogós helyezése.